# Ficus samoensis
Ficus samoensis là một loài thực vật có hoa trong họ Moraceae. Loài này được Summerh. mô tả khoa học đầu tiên năm 1939.